# Eriogonum roseum
Eriogonum roseum là một loài thực vật có hoa trong họ Rau răm. Loài này được Durand & Hilg. mô tả khoa học đầu tiên năm 1857.